# Janusz Szrom
Janusz Sylwester Szrom (ur. 16 listopada 1968 w Grodkowie) – polski wokalista jazzowy, nauczyciel śpiewu oraz publicysta.

## Życiorys
Edukację muzyczną rozpoczął w 1977 w Ognisku Muzycznym przy Państwowej Szkole Muzycznej I st. w Nysie (instrument główny – fortepian), a w 1981 w Państwowej Szkole Muzycznej I st. w Chrzanowie – naukę gry na trąbce. W 1990, po otrzymaniu dyplomu w klasie trąbki w Państwowej Szkole Muzycznej II st. w Krakowie, rozpoczął naukę gry na organach na Wydziale Muzyki Liturgicznej Papieskiej Akademii Teologicznej. W 1990 zdał egzamin wstępny na Wydział Teorii Muzyki Akademii Muzycznej w Krakowie, jednak rok później dostał się na Akademię Muzyczną w Katowicach, którą ukończył w 1995 jako absolwent Wydziału Jazzu i Muzyki Rozrywkowej. W styczniu 2012 obronił pracę doktorską na Uniwersytecie Muzycznym Fryderyka Chopina w Warszawie (promotor prof. Jerzy Knetig), uzyskując stopień doktora sztuki muzycznej w dyscyplinie artystycznej wokalistyka. W czerwcu 2014 na Uniwersytecie Muzycznym im. Fryderyka Chopina w Warszawie zakończył proces habilitacji, uzyskując stopień doktora habilitowanego (tytuł pracy: „Polska piosenka popularna interpretowana w języku jazzowym. Analiza utworów z płyty Śpiewnik”). W roku 2023 otrzymał tytuł profesora sztuki w dyscyplinie sztuki muzyczne.
Na polskiej scenie jazzowej debiutował w 1994. W tymże roku zajął II miejsce na Międzynarodowym Festiwalu Wokalistów Jazzowych w Zamościu. W następnym roku otrzymał wyróżnienie dla młodego artysty – nagrodę publiczności „Klucz do kariery” na festiwalu Pomorska Jesień Jazzowa '95. Wielokrotnie brał udział w festiwalach muzycznych, m.in.: Jazz nad Odrą, Jazz Jamboree, Old Jazz Meeting „Złota Tarka” w Iławie, Jazz Standard Festival w Siedlcach, Jazz w Muzeum w Ostrowie Wielkopolskim, Festiwalu Piosenki Polskiej w Opolu oraz Międzynarodowym Festiwalu Wokalistów Jazzowych w Zamościu. W drugiej połowie lat 90. występował również w popowej grupie Soda.
W 2008 Michel Legrand zaprosił Janusza Szroma do zaśpiewania utworu „What are you doing the rest of your life” podczas jubileuszowego 50. festiwalu Jazz Jamboree.
Jazzowy Wokalista Roku według plebiscytu miesięcznika „Jazz Forum” w latach 2009, 2010, 2011,2012,2013 oraz 2014. 
Krytyk-Dziennikarz Roku według plebiscytu Stowarzyszenia Grand Prix Jazz Melomani za rok 2019 oraz 2020.
Brał udział w dwóch przedstawieniach muzycznych:
- 1999 Teatr Ateneum „Kofta” – spektakl złożony z piosenek do tekstów Jonasza Kofty, wyreżyserowany przez Artura Barcisia;
- 2008 Centralny Basen Artystyczny w Warszawie, „Moniuszkowo” – spektakl złożony z pieśni Stanisława Moniuszki, w reżyserii Barbary Dziekan, zaaranżowanych m.in. przez Włodzimierza Nahornego i Andrzeja Jagodzińskiego.

Janusz Szrom jest również autorem projektu muzycznego „Straszni Panowie Trzej” - jazzowego albumu w całości poświęconego piosenkom Jerzego Wasowskiego i Jeremiego Przybory.
W latach 2009–2023 był członkiem zarządu Polskiego Stowarzyszenia Jazzowego.
Dwa spośród jego albumów otrzymały status złotej płyty: Straszni Panowie Trzej oraz Pogadaj ze mną (oba w 2009).

## Dydaktyka
W roku 2013 wraz z Anną Serafińską, Izabelą Zając i Markiem Bałatą, wszedł w skład zespołu ekspertów powołanego przez Centrum Edukacji Artystycznej opracowującego podstawy programowe do nauczania kierunku „wokalistyka jazzowa” w artystycznych szkołach muzycznych II stopnia.
W sierpniu 2014 zrealizował zlecenie z Centrum Edukacji Artystycznej dotyczące stworzenia „Programu Konkursu CEA dla wokalistyki jazzowej”.
Działalność pedagogiczna w szkołach muzycznych
- 1996 Szkoła im. Krzysztofa Komedy w Warszawie (zatrudnienie na stanowisku nauczyciela śpiewu)
- 1996 - 1998 Państwowa Szkoła Muzyczna I i II st. im. Juliusza Zarębskiego w Inowrocławiu (zatrudnienie na stanowisku nauczyciela śpiewu)
- 2001 - 2004 Niepubliczna Szkoła Wokalna im. Jeremiego Przybory w Ośrodku Kultury Ochoty (OKO) w Warszawie (zatrudnienie na stanowisku nauczyciela śpiewu)
- 2004 - 2013 Policealne Studium Jazzowym im. Henryka Majewskiego w Warszawie (zatrudnienie na stanowisku nauczyciela śpiewu)
- 2011 - 2018 Akademia Muzyczna im. I.J. Paderewskiego w Poznaniu (zatrudnienie na stanowisku starszego wykładowcy)
- 2012 - do chwili obecnej Akademia Teatralna im. Aleksandra Zelwerowicza w Warszawie (zatrudnienie na stanowisku profesora)

Działalność pedagogiczna na warsztatach muzycznych
- 1997 - 2006 Ogólnopolskie Dziecięce Warsztaty Muzyczne w Margoninie
- 2000 - 2016 Międzynarodowe Warsztaty Jazzowe w Puławach
- 2005 (do chwili obecnej) Międzynarodowe Chodzieskie Warsztaty Muzyczne „Cho-jazz” w Chodzieży (od roku 2017 zatrudnienie na stanowisku dyrektora artystycznego)
- 2008 – 2014 Warsztaty muzyczne organizowane w ramach „Festiwalu Piosenki Angielskiej i Nie tylko” w Ciechrzu
- 2008 (do chwili obecnej) Warsztaty organizowane przy Festiwalu Piosenek Andrzeja Zauchy Serca Bicie w Bydgoszczy
- 2008 - 2016 Warsztaty muzyczne organizowane w ramach „Ogólnopolskiego Integracyjnego Festiwalu Tańca i Piosenki” ‘Chrzanowska Lokomotywa Artystyczna
- 2009 - 2011 Zimowe warsztaty muzyczne dla dzieci i młodzieży w Chodzieży
- 2009 – 2011 Warsztaty muzyczne organizowane w ramach Festiwal Jazzu Tradycyjnego Old Jazz Meeting ZŁOTA TARKA
- 2009-2020 Polsko-Ukraińskie Warsztaty Muzyczne we Lwowie (zatrudnienie na stanowisku dyrektora artystycznego)
- 2010 – 2013 Warsztaty muzyczne organizowane w ramach „Festiwalu Piosenki Anglojęzycznej” w Malborku
- 2010 - 2015 Warsztaty Jazzowe w Lesznie
- 2012 - 2018 Warsztaty Jazzowe dla uczniów szkół ponadgimnazjalnych „Jesienny Jazz” w Stargardzie

Uczył także śpiewu w telewizyjnych programach muzycznych „Jak oni śpiewają” oraz „Fabryka Gwiazd”. 

## Odznaczenia
- 2013 – Brązowy Medal „Zasłużony Kulturze Gloria Artis”[13]
- 2020 – Odznaka Honorowa „Za Zasługi Dla Województwa Wielkopolskiego"
- 2020 – Srebrny Medal „Zasłużony Kulturze Gloria Artis”[13]

## Dyskografia

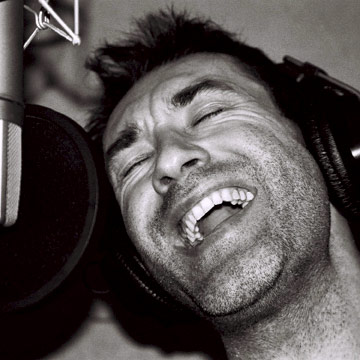
Janusz Szrom, 2005

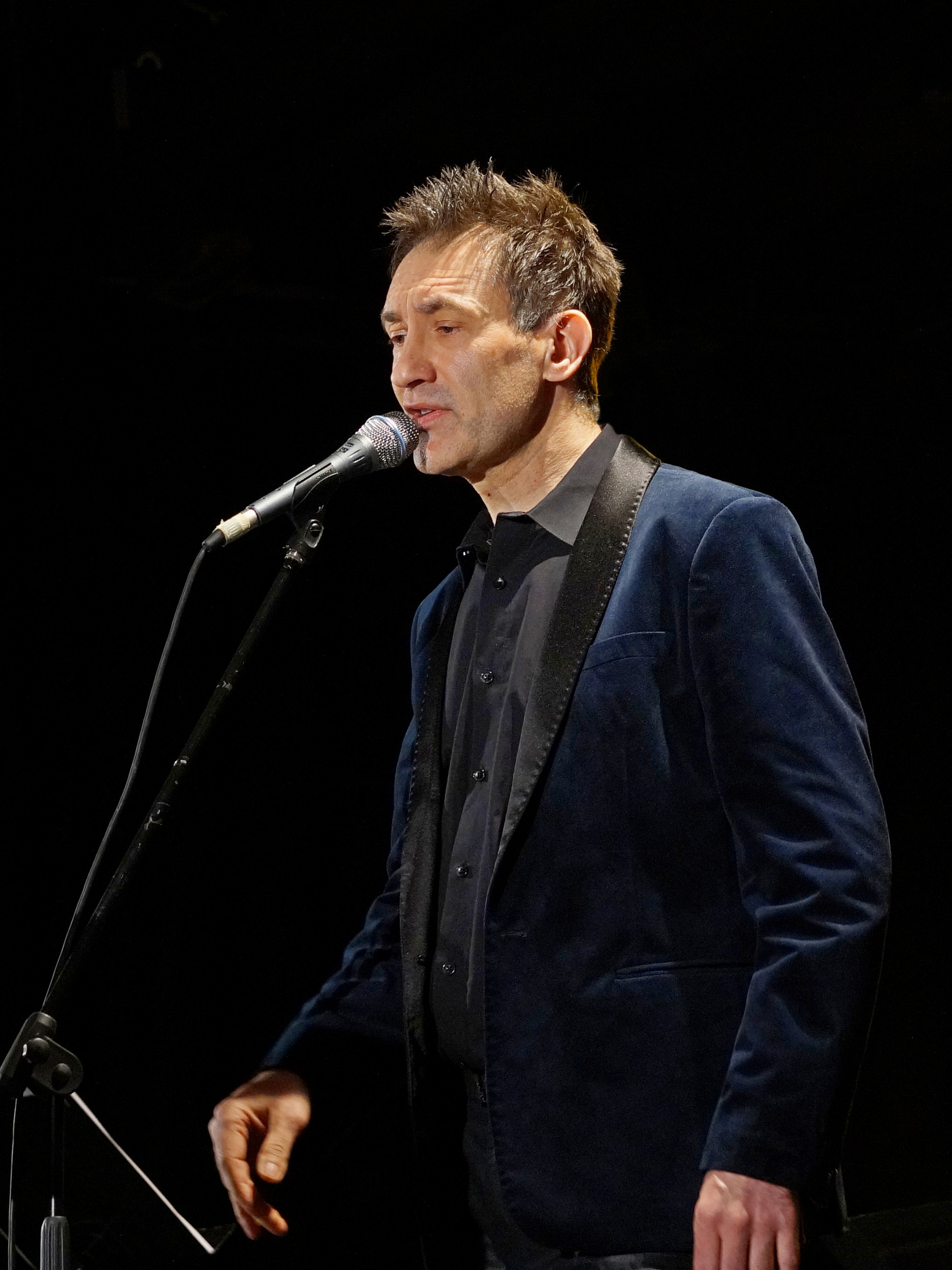
Janusz Szrom, Warszawa 2014

- 1996 Jazzowe Poetycje - Jacek i Wojtek Niedzielowie, Koch International
- 1997 I Love Gershwin - Danuta Błażejczyk, Jazz Forum Records
- 1998 „Szeptem” - Anna Maria Jopek, Mercury/PolyGram
- 1998 „SODA”, Koch International
- 1988 „SODA" („Cieplej”, singiel albumu SODA), Koch International
- 1998 „SODA" („Nie mamy adresu”, singiel albumu SODA), Koch International
- 1998 „SODA" („Parę chwil”, singiel albumu SODA), Koch International
- 1998 „SODA" („Uwielbiam”, premierowy singiel zespołu SODA), Koch International
- 1998 „KOCH NEWS" (album promocyjny wytwórni KOCH, utwór Noc zespołu SODA], Koch International
- 1998 „Gniew” - muzyka do filmu Marcina Ziębińskiego, Koch International
- 1999 „Opole ’99” - piosenki pochodzące z koncertu Premier 36 Krajowego Festiwalu Piosenki Polskiej „Opole ’99”, TVP S.A.
- 2002 „Jazz w Polsce-Antologia, 1950-2000” - (Pierwsza antologia jazzu w Polsce), Polskie Radio SA
- 2002 „Duke po polsku” [koncert w Sopocie] - Wojciech Młynarski & Zbig’s Band: Futurex
- 2002 Historia roku minionego - Jacek Niedziela, Megaus WA Records
- 2002 „Kofta na bis-różni wykonawcy” - (Piosenki Jonasza Kofty), Warner Music Poland
- 2005 „To Miłość Mi Wszystko Wyjaśniła” - Duszpasterstwo Środowisk Twórczych i Sportu Diecezji Warszawsko-Praskiej
- 2005 „Danuta Błażejczyk - Summertime Gershwin" - MTJ
- 2006 „The Best of Polish Smooth Jazz vol.2” - Polonia Records
- 2006 „Nieszpory – Artyści Polscy Janowi Pawłowi II w Hołdzie” - Stowarzyszenie Miłośników Muzyki Chrześcijańskiej Gospel / Polskie Radio SA
- 2006 Straszni Panowie Trzej z trio Straszni Panowie Trzej – (Piosenki z Kabaretu Starszych Panów), AGORA[10]
- 2007 „GITANA - electric, eclectic” - GITANA
- 2007 „Cicho, cicho pastuszkowie” - Kolędy Włodzimierza Nahornego i Bogdana Loebla / BLUE NOTE[14]
- 2007 „Piosenki Jonasza Kofty” - (Zapis koncertu w radiowej „Trójce” 5.06.2002) / gazeta RZECZPOSPOLITA
- 2007 „Strofki o miłości” - (Zapis koncertu w radiowej „Trójce” 12.03.2006) / gazeta RZECZPOSPOLITA
- 2008 „Hymny - Artyści Janowi Pawłowi II w Hołdzie” - Stowarzyszenie Miłośników Muzyki Chrześcijańskiej Gospel
- 2008 „Cafe Fogg” - (Piosenki Mieczysława Fogga), Sony BMG
- 2008 „Przy Sercu Twoim” - (Kantata Maryjna Zbigniewa Małkowicza), Zbigniew Małkowicz
- 2008 „Polish Jazz 2007” - (Sześciopłytowy box zawierający perełki jazzowe polskich gwiazd), Polonia Records
- 2008 Pogadaj ze mną (Piosenki Wojciecha Młynarskiego i Włodzimierza Nahornego), AGORA[15]
- 2009 „Patroni Europy i Polski - Artyści Janowi Pawłowi II w Hołdzie” - Stowarzyszenie Miłośników Muzyki Chrześcijańskiej Gospel / Polskie Radio SA
- 2009 „Jedno spojrzenie” - Ewa Uryga, Grami Records
- 2010 „Mazurek” - (Książka dla dzieci i płyta CD o życiu i twórczości Fryderyka Chopina), Mazowieckie Centrum Kultury i Sztuki
- 2010 „Vibraslap” - (Pierwszy autorski album grupy Vibraslap, LUNA
- 2010 „Kaczmarski & Jazz” - (Piosenki Jacka Kaczmarskiego w jazzowych interpretacjach Marii Sadowskiej, Anny Serafińskiej i Janusza Szroma), QM MUSIC
- 2010 „2 Festiwal Pamięci Andrzeja Zauchy – Koncert Galowy” – (rejestracja koncertu z dnia 10.05.2010 r), Serca Bicie
- 2011 „Młynarski, żyj kolorowo” - (seria Poeci Polskiej Piosenki), Universal Music Group
- 2011 „Przybora - Piosenka jest dobra na wszystko” - (seria Poeci Polskiej Piosenki), Universal Music Group
- 2011 „Fabryka Kolęd” - (Album grupy wokalnej Voice Factory), Wratislavia Productions
- 2011 „The Engineers Band. Kolędy” - (Album Orkiestry Rozrywkowej Politechniki Warszawskiej[16]), The Engineers Band
- 2012 „Osiecka o miłości” - (Various Artists), Universal Music Polska
- 2012 „Twoje Niebo - dzień po dniu” - Wydawnictwo Karmelitów Bosych 2012
- 2012 „Śpiewnik” - (Janusz Szrom / Zbigniew Wrombel), Studio Realizacji Myśli Twórczych
- 2013 „Duke po polsku. Live, Jazz Jamboree 2001” - (Wojciech Młynarski / Zbigniew Jaremko & Zbig's Band), Airtech, Polskie Radio
- 2013 „Ballady i niuanse” - Polskie Radio
- 2014 Straszni Panowie Trzej 2 z trio Straszni Panowie Trzej - (Piosenki z Kabaretu Starszych Panów) - Blue Note
- 2014 „Sześć oceanów” - (100 utworów zarejestrowanych w latach 1962 – 2013 Różni wykonawcy) Polskie Radio
- 2014 „65 lat polskiej piosenki” cz.2 - (Antologia polskiej piosenki powojennej. Różni wykonawcy) Polskie Radio
- 2014 „65 lat polskiej piosenki” cz.3 - (Antologia polskiej piosenki powojennej. Różni wykonawcy) Polskie Radio
- 2015 „Five o,clock Orchestra. Jubilee. Feat. Janusz Szrom” - Polskie Stowarzyszenie Jazzu tradycyjnego
- 2015 „Dixie Brotherhood. Feat. Janusz Szrom. TRAIN TO NEW ORLEANS” Dixie Brotherhood
- 2015 „Sześć oceanów. Ocean Popielaty” - (pierwszy z „Sześciu oceanów” Agnieszki Osieckiej) Polskie Radio
- 2015 „Sześć oceanów. Ocean Różowy” - (drugi z „Sześciu oceanów” Agnieszki Osieckiej) Polskie Radio
- 2015 „Gram o wszystko” - ...a „Hollywood” tribute to Jerzy Wasowski (no label)
- 2016 „Faceci do wzięcia” - (Janusz Szrom & Bogdan Hołownia) Studio Realizacji Myśli Twórczych
- 2016 „Pamiętajmy o Osieckiej” - Kolekcja Okularników” Magic Records
- 2016 „Tryumfy Króla Niebieskiego” (Różni wykonawcy), Bartosz Hadała
- 2016 „Kolędy i pastorałki” (Józef Eliasz i Eljazz Big-band. Anna Serafińska i Janusz Szrom), Eljazz
- 2016 „Zaczarowana miłość” (Piosenki Leona Sęka. Wykonawcy różni), Soliton
- 2016 „Janusz Szrom. Inaczej” (Piosenki Jerzego Jarosława Dobrzyńskiego), J.Szrom
- 2017 „Wojciech Majewski. nie było lata” (Na motywach poezji Stanisława Grochowiaka), MTJ
- 2017 „Frank Sinatra. 100-lecie urodzin. Koncert” (Koncerty w Trójce), Polskie Radio
- 2018 „Razem za Jezusem & Przyjaciele" (Koncert live z dnia 31.05.2018), Fundacja Razem za Jezusem
- 2019 „Młynarski o miłości" (Piosenki Wojciecha Młynarskiego. Wykonawcy różni), Magnetic Records
- 2019 „Ale jazz!" (Różni wykonawcy), MTJ
- 2020 „Janusz Szrom", wydawnictwo P.M.Krystyna Prońko
- 2020 „Krystyna Prońko - Lubię... specjalne okazje...", wydawnictwo P.M.Krystyna Prońko
- 2020 „Kocham Wolność" – album Reprezentacyjnego Zespołu Artystycznego Wojska Polskiego[17]

## Publikacje
- „Andrzej Zaucha Song Book" (trzytomowa monografia Andrzeja Zauchy[18], zawierająca – w formie zapisu nutowego – cały artystyczny dorobek wokalisty, łącznie 240 utworów, w większości nieznanych). Wydawca: Akademia Teatralna im. Aleksandra Zelwerowicza w Warszawie[19][20] 2017/2018/2019.
- „Warsztaty Muzyczne w Chodzieży 1971-2020. Monografia" (historia najstarszych w Europie Warsztatów Muzycznych, opowiedziana za pomocą wspomnień, artykułów prasowych oraz unikalnych dokumentów źródłowych). Wydawca: Chodzieski dom kultury 2020[21].
- „Księga polskich standardów” (cykl felietonów opisujących historię narodzin oraz prezentujących nuty do najpiękniejszych polskich standardów jazzowych)[22]. Wydawca: Jazz Forum, od grudnia 2017.